# Rudolf II.
Rudolf II. Habsburský (18. července 1552, Vídeň – 20. ledna 1612, Praha) byl římský císař, uherský, český, chorvatský král a rakouský arcivévoda z dynastie habsburské.
Byl posledním habsburským panovníkem a také posledním v hodnosti císaře Svaté říše římské, který učinil z Prahy své sídelní město. Jako milovník umění, mecenáš a podporovatel věd přispěl k velkému kulturnímu rozkvětu českých zemí a jejich živým stykům s cizinou v závěrečné, manýristické epoše renesance – ta je po něm v českém prostředí nazývána doba rudolfinská a je řazena k vrcholným periodám starších českých dějin.
Z hlediska politiky to však úspěšný vládce nebyl, což bylo dáno jednak složitými osobními dispozicemi (duševní labilitou, s postupně se zhoršujícím průběhem) a jednak stoupajícím celoevropským napětím mezi protestanty a katolíky, což byl základní spor i v českém prostředí, jejž Rudolf nedokázal nijak vyřešit. V samém závěru vlády pak čelil intrikám svého bratra Matyáše, jemuž byl nucen postoupit (1608) vládu v Uhrách, Rakousích a na Moravě a aby se vůbec udržel na trůnu, musel českým a slezským protestantům vydat majestáty, jimiž potvrzoval svobodu vyznání pro luterány, starokališníky a české bratry. Marný pokus zvrátit tyto koncese s vojenskou pomocí svého bratrance Leopolda (1611) vedl nakonec k jeho nucené abdikaci ve prospěch Matyášův.

## Život

### Dětství a mládí

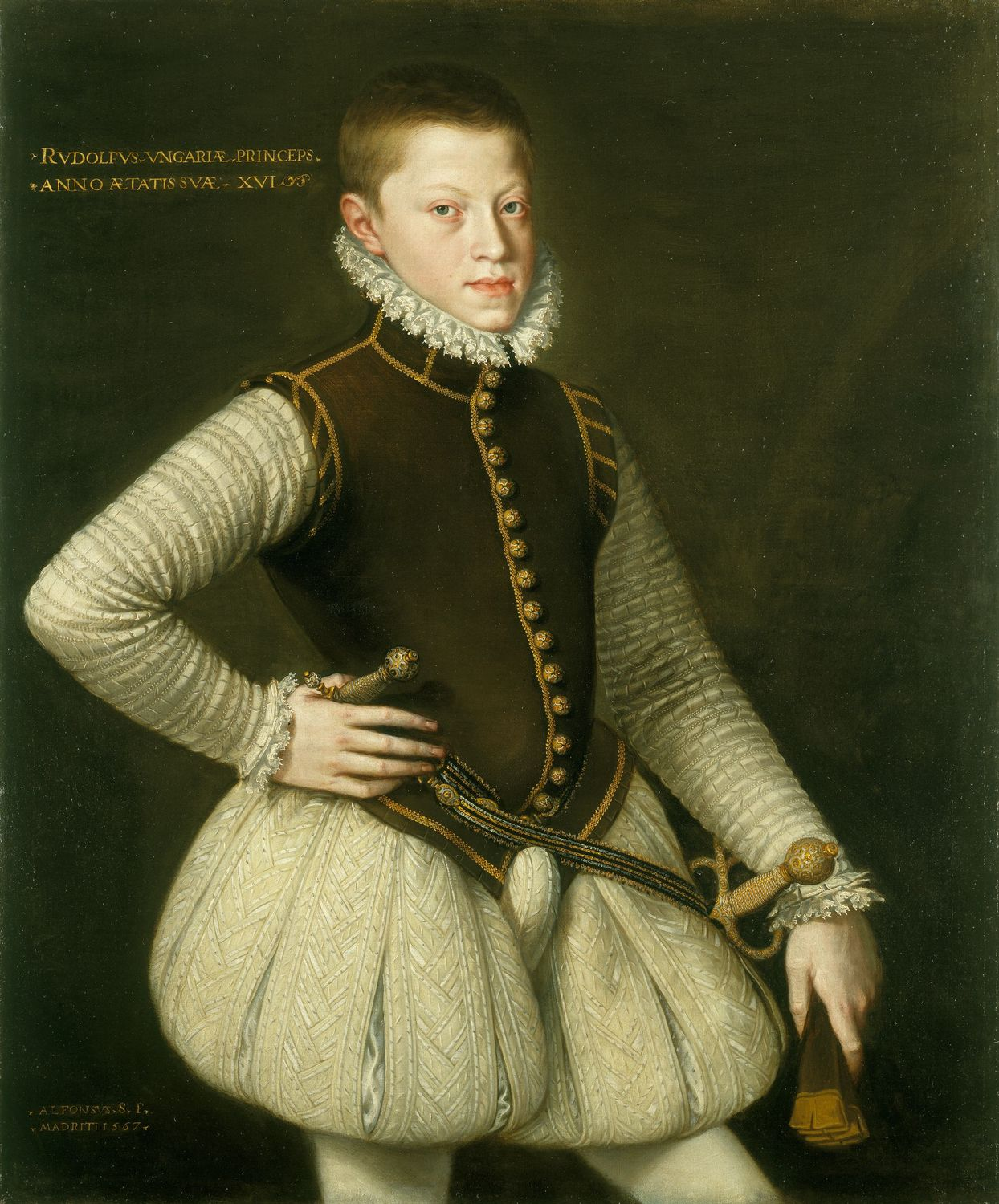
Patnáctiletý Rudolf při pobytu ve Španělsku

Narodil se jako třetí dítě císaře Maxmiliána II. a jeho sestřenice Marie Španělské. Sňatkové spojení mezi španělskou a rakouskou větví Habsburků se objevovalo v plánech Karla V. už od roku 1543, ale realizováno bylo teprve 13. září 1548 ve Valladolidu. Novomanželé po svatbě žili ve Španělsku, kde Karel V. svého zetě (a synovce) ustanovil místokrálem. V roce 1550 ale Maxmilián na přání svého otce Ferdinanda I. Habsburského přesídlil do Vídně, kam jej později následovala i jeho manželka s dětmi. Zde se jim ve vídeňském Hofburgu 18. července 1552 narodil syn Rudolf. O prvních letech Rudolfova života scházejí jakékoliv informace. První zprávy pocházejí z období, kdy bylo Rudolfovi asi šest let. Tehdy mu jeho otec vybral jako domácího učitele profesora na vídeňské univerzitě Jiřího Muschlera. S tím nesouhlasila Rudolfova matka, která Muschlera podezírala ze sympatií k luterství. Ta s pomocí svého bratra, španělského krále Filipa II., vyvinula na Maxmiliána nátlak, aby byla Rudolfova výchova (včetně výchovy Rudolfova mladšího bratra Arnošta) svěřena španělskému králi. Přes počáteční nesouhlas se Maxmilián tomuto tlaku nakonec v roce 1562 podvolil. Španělská výchova jeho synů totiž pro ně znamenala naději na španělské dědictví.
Do Španělska vyrazili oba sourozenci až na podzim roku 1563. Už o rok dříve ale vystřídal Muschlera na místě Rudolfova učitele Auger Ghislain Busbeck. Obě arciknížata doprovázel početný dvůr čítající 370 osob, který podléhal hofmistrovi Adamu z Ditrichštejna. Cestovali přes Milán (kde strávili vánoční svátky) do Janova, odkud pokračovali na 16 španělských galérách do Barcelony. Tam dorazili 17. března 1564. V Barceloně oba arcivévody osobně přivítal španělský král (a jejich strýc) Filip II. Aklimatizaci na španělském královském dvoře ulehčovala především králova sestra Jana a také Filipova třetí manželka Alžběta z Valois. Filip s oběma arciknížaty jednal jako se svými syny a potenciálními následníky. Arciknížata vedla během svého španělského pobytu svůj vlastní (byť zmenšený) dvůr, který platil jejich otec. Dluhy tohoto dvora dosáhly do roku 1570 částky 350 000 zlatých. Kromě toho, že se arciknížata během svého španělského pobytu zúčastňovala různých dvorských i církevních slavností, dostalo se jim zde i vybraného vzdělání. Tomu věnovali každodenně kolem pěti hodin. Kromě jazyků (především latiny a němčiny, ale i španělštiny a italštiny) se jim dostalo školení z klasické antické literatury, dějin starověkého Řecka a Říma, antické mytologie a pochopitelně i náboženství. Důležitou součástí jejich vzdělání byla i cvičení v stylistické obratnosti, která byla jinak doménou humanistů. Zanedbáváno nebylo ani vzdělání v politických otázkách. Jejich učitelé během vyučování dbali především na to, aby si oba osvojili postoje odpovídající doktríně habsburské politiky. Ve vzdělání arciknížat nebyla vynechána ani výuka tance, jízdy na koni, lovu, zápasu nebo různých turnajových her.
Vše se nakonec vyřešilo kompromisem. V roce 1570 zamířila do Španělska Maxmiliánova dcera Anna, aby se stala čtvrtou manželkou Filipa II. Spolu s ní cestovali i její mladší bratři Albert a Václav. Teprve poté Filip souhlasil s návratem Rudolfa a Arnošta do Vídně. Oba bratři vyrazili na zpáteční cestu 18. července 1571 z Barcelony ve flotile Filipova nevlastního bratra Juana d’Austria, která se připravovala na nadcházející bitvu u Lepanta. Po osmi dnech plavby se vylodili v Janově a pokračovali v cestě do Vídně, kam dorazili 23. srpna.
| „                                                        | Za svého pobytu ve Španělsku si osvojili něco, co jim může být právě tak na škodu, jako to druhé (přísná katolická výchova) k užitku, a to sice jistou pýchu, která se projevuje v jejich gestech a činí je, nechci říci nenáviděnými, abych se vyhnul tomu nepříjemnému slovu, snad tedy méně oblíbenými, než by mohli být. ... Ti kteří princům slouží nebo s nimi přicházejí častěji do styku, mohou to považovat za dobrou vlastnost či dvornost, ostatní, kteří k nim přístup nemají a dají jen na vnější dojem, berou si jejich chování za záminku, aby je mohli označit za nadutce, a to tím spíše, že oba nejsou od přírody sdílní. | “ |
| — Giovanni Corraro, benátský vyslanec u císařského dvora | |   |

### Uherským, českým a římským králem

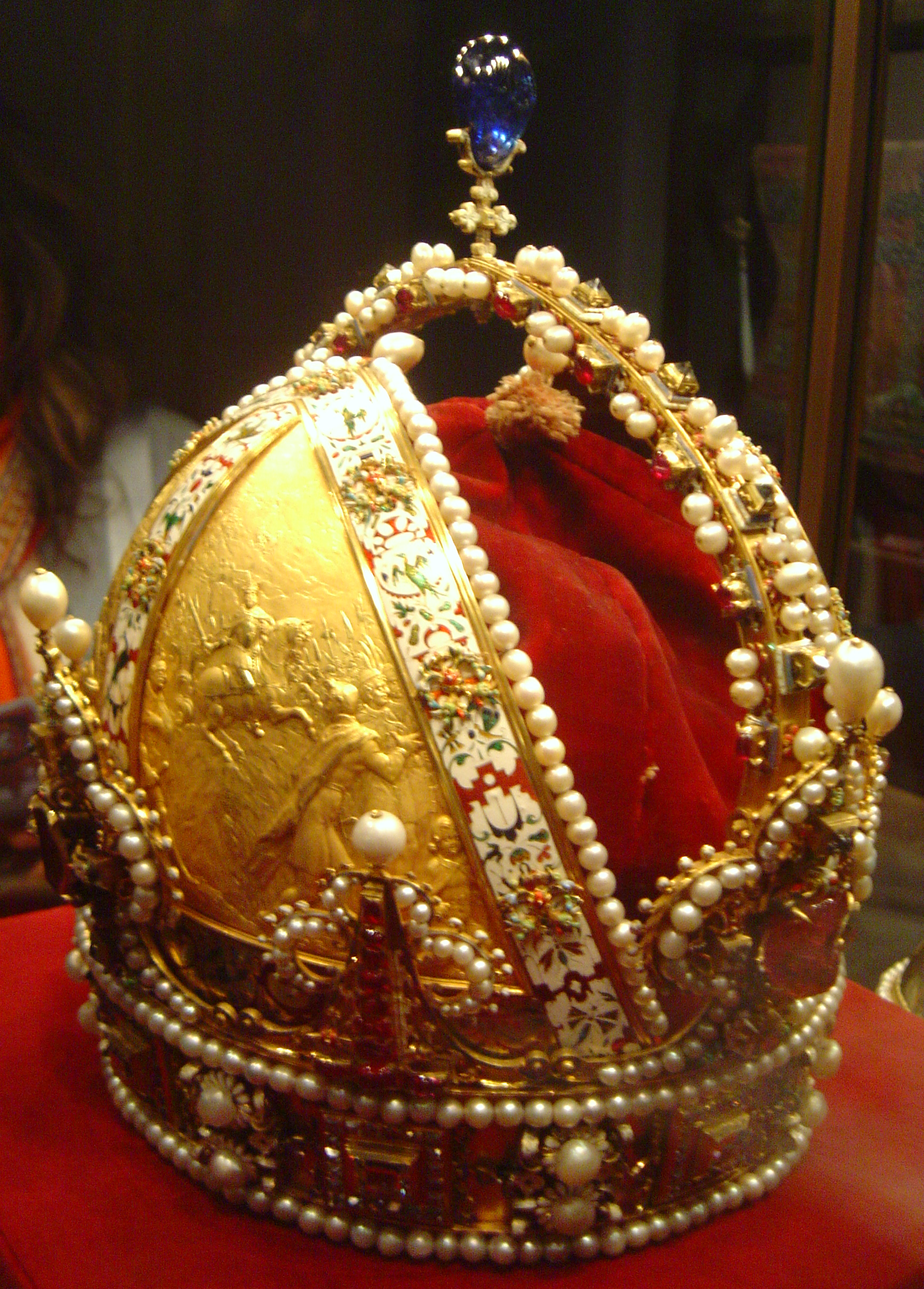
Koruna Rudolfa II.

Hned po návratu ze Španělska začal Maxmilián II. Rudolfa zasvěcovat do státních záležitostí. Přestože měl jako nejstarší syn nárok na nástupnictví po svém otci ve všech zemích habsburské monarchie, snažil se Maxmilián vyřešit nástupnickou otázku co nejdříve. V českém i uherském království totiž bylo zapotřebí získat ještě i souhlas stavů s Rudolfovým nástupem.
| „ | Ačkoliv je francouzský král mým švagrem, musím s jistým zármutkem konstatovat, že se mi takové tyranské jednání a nečestné chování nelíbí. Nemohu jeho rozhodnutí ani schvalovat, ani považovat za dobré. Neboť je ostudné a nekřesťanské jednat proti víře. Náboženské záležitosti nemohou být řešeny mečem a násilím, nýbrž urovnány a souzeny jen Božím slovem a křesťanským učením. | “ |

V roce Rudolfova návratu zemřel Jan Zikmund Zápolský a Maxmiliánovi se podařilo roku 1572 prosadit u uherských stavů, aby prohlásili Rudolfa svým králem. Téhož roku byl Rudolf korunován v Prešpurku.
Následujícího roku vyslal nemocný Maxmilián místo sebe na jednání českého sněmu Rudolfa, při kterém stavy vyřkly požadavek, aby se Rudolf usídlil v Praze, což však Maxmilián nechtěl dovolit, protože se obával, že by se Rudolf dostal příliš pod vliv stavů. Roku 1574 nastolil Maxmilián při jednání českého sněmu otázku Rudolfovy korunovace v ovzduší rostoucího náboženského napětí. Protestantští stavové vypracovali návrh České konfese, kterou však byl Maxmilián ochoten potvrdit jen ústně. Rudolf byl přesto nakonec sněmem přijat a 22. září 1575 korunován českým králem.
| „             | Po odevzdání tak těch regalií přistoupil pán z Rožmberka, nejvyšší purkrabí Pražský, k oltáři a obrátiv se k stavům rozdílně po třikráte jich ptal se strany jejich consensu a povolení, na to jsou všickni třikráte odpověděli: „jest, jest, jest“; tu pan arcibiskup opěty modlitbu říkal a po učiněné modlitbě postavil J. M. Kr. na hlavu nejvyšší komorník červenú karmazínovú čepičku a nejvyšší pan purkrabí Pražský, pán z Rožmberka, s pomocí pana arcibiskupa říkajícího collectu, postavili na hlavu královskú korunu a po požehnání učiněném „te Deum laudamus“ zpíváno od kůru i na varhany se hrálo a J. M. Kr. šel za oltář; potom J. M. Kr. kázal sobě pánu z Turnu, komorníku svému, hodinek podati, aby přezvěděl, kolik by hodin bylo, kdež rovně tři čtvrti na deset na puol orloji bylo. | “ |
| — Sněmy české | |   |

O měsíc později zajistil Maxmilián také Rudolfovo zvolení římským králem, avšak usídlit se v Praze Rudolfovi stále neumožnil.

### První léta vlády (1576–1583)
| „                              | Téhož léta 12. října, v pátek po svatém Diviši, ráno mezi osmou a devátou hodinou na půl orloje umřel v Řezně na sněmě říšském, na kterýžto kromě sedmi kurfirštů nemálo legátův, rozličných knížat, pánův a stavův Svaté říše shromážděno bylo, císař Maxmilián II., uherský a český etc. král slavné a svaté paměti. ... Téhož dne a chvíle Rudolf II., nejstarší syn císaře Maxmiliána, římský, uherský a český král, při zavření téhož sněmu říšského v Řezně za císaře římského šťastně vyhlášen. | “ |
| — Marek Bydžovský z Florentina | |   |

12. října 1576 však Maxmilián II. zemřel a Rudolf se ujal vlády i jako římský císař. V Praze ustavil sbor deseti místodržících složený z nejvyšších zemských úředníků, podnikl holdovací cestu po vedlejších zemích Koruny české a stejně jako jeho otec se usídlil ve Vídni. Mezitím se prudce zhoršil vztah s jeho bratrem Matyášem, který se na vlastní pěst stal guvernérem svobodného Nizozemí, což navíc zvýšilo také nedůvěru mezi rakouskými a španělskými Habsburky.

Rudolf II. jako Vertumnus (Giuseppe Arcimboldo, 1590/1)

Na počátku své vlády měl Rudolf snahu realizovat své politické plány a navazoval diplomatické styky. V duchu přísné katolické výchovy podporoval rekatolizační úsilí. Avšak vzhledem k závislosti na finanční podpoře především ze strany nekatolických českých stavů zůstával navenek v náboženských otázkách spíše pasivní. Na ovládaných územích platila zásada augšpurského náboženského míru z roku 1555 „čí vláda, toho náboženství“ na úrovni jednotlivých farností. Snahy o rekatolizaci se projevovaly především v zákulisí, například dosazováním katolíků do významných státních úřadů. Pouze v roce 1577 vydal císař nařízení, kterým zakázal provozování nekatolických bohoslužeb v sídelním městě Vídni. Významnější kroky k rekatolizaci podnikli až v pozdějších letech jeho příbuzní.
Roku 1578 se poprvé u Rudolfa ve větší míře projevila „melancholie“ a v jeho okolí se rozmohlo intrikánství. Jeho rádci Pavel Sixtus Trautson a Wolfgang Rumpf rozhodovali, které informace se k císaři upoutanému na lůžko dostanou, a postavili se do role císařových obránců před intrikánskou rodinou (své vlastní plány rozvíjeli kromě Matyáše také strýcové Ferdinand Tyrolský a Karel Štýrský). Poté, co Rudolf opustil lůžko, byl vůči svému okolí podezřívavý, pociťoval odpor k veřejným jednáním, ceremoniálům a slavnostem. Spory se členy rodiny byly také jedním z důvodů, proč se roku 1583 rozhodl přesídlit do Prahy.

### Přesídlení do Prahy (1583–1597)
Hlavním důvodem přesídlení císařské rezidence do Prahy bylo trvalé ohrožení Vídně ze strany Osmanské říše. Vídeň se nacházela v blízkosti neklidné hranice a geografická poloha Prahy se jevila jako bezpečnější. O přesunu sídla uvažoval již císař Maxmilián II., který v Praze často pobýval. Konečné rozhodnutí však učinil jeho syn Rudolf II.

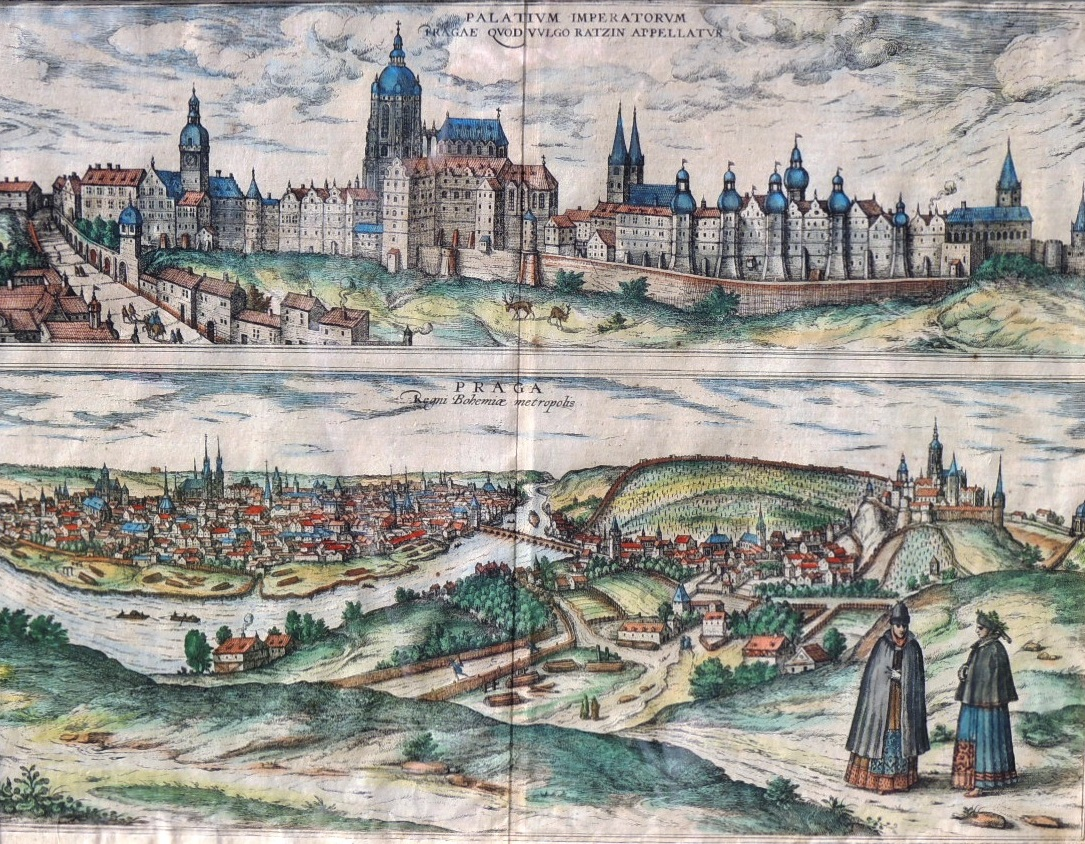
Pohled na rudolfínskou Prahu roku 1595

Příchod císařského dvora znamenal pro Prahu zásadní změnu. Především bylo potřeba vybudovat důstojnou císařskou rezidenci na Pražském hradě, do doposud provinčního města se ovšem také náhle přistěhoval značný počet příslušníků dvora a do nového sídelního města začali proudit též učenci a umělci, stejně jako cizí vyslanci. Sídlili zde stálí vyslanci francouzského krále, Španělska, Benátské republiky i papežského státu. Následujícího roku byl Rudolfovi udělen Řád zlatého rouna, to však změnilo pramálo na jeho nedůvěře vůči své rodině, či dokonce na jeho nechuti vůči sňatku, ačkoli roku 1585 mu jeho milenka Kateřina Stradová porodila syna Julia Caesara d'Austria.
Roku 1593 přijelo z Moskvy poselstvo velkoknížete Fjodora Ivanoviče, který spoléhal na pomoc proti Turkům. Jako dary přivezlo dva levharty a dva bílé rarohy lovecké, které již v té době patřily mezi vůbec nejvzácnější dary panovníků. Ve zvěřinci Rudolfa II. prý byli chováni i orangutani, ale zpráva není ničím doložena, právě tak jako chov dnes vymřelého holubovitého ptáka z ostrova Mauricia – doda. Kosti tohoto ptáka byly podle nedoložené zprávy nalezeny při úpravách Jeleního příkopu; dnes jsou uloženy ve sbírkách pražského Národního muzea.
Ale ani Praha neuchránila Rudolfa před problémy. V zemi panovalo napětí mezi ctižádostivými šlechtici, kteří byli navíc různého náboženského vyznání. Katolík Jiří Popel z Lobkovic se prosazoval natolik, že se od něj distancovali i papežští nunciové, a množství nepřátel, které si získal, nakonec podnítilo krále k Lobkovicově doživotnímu uvěznění.

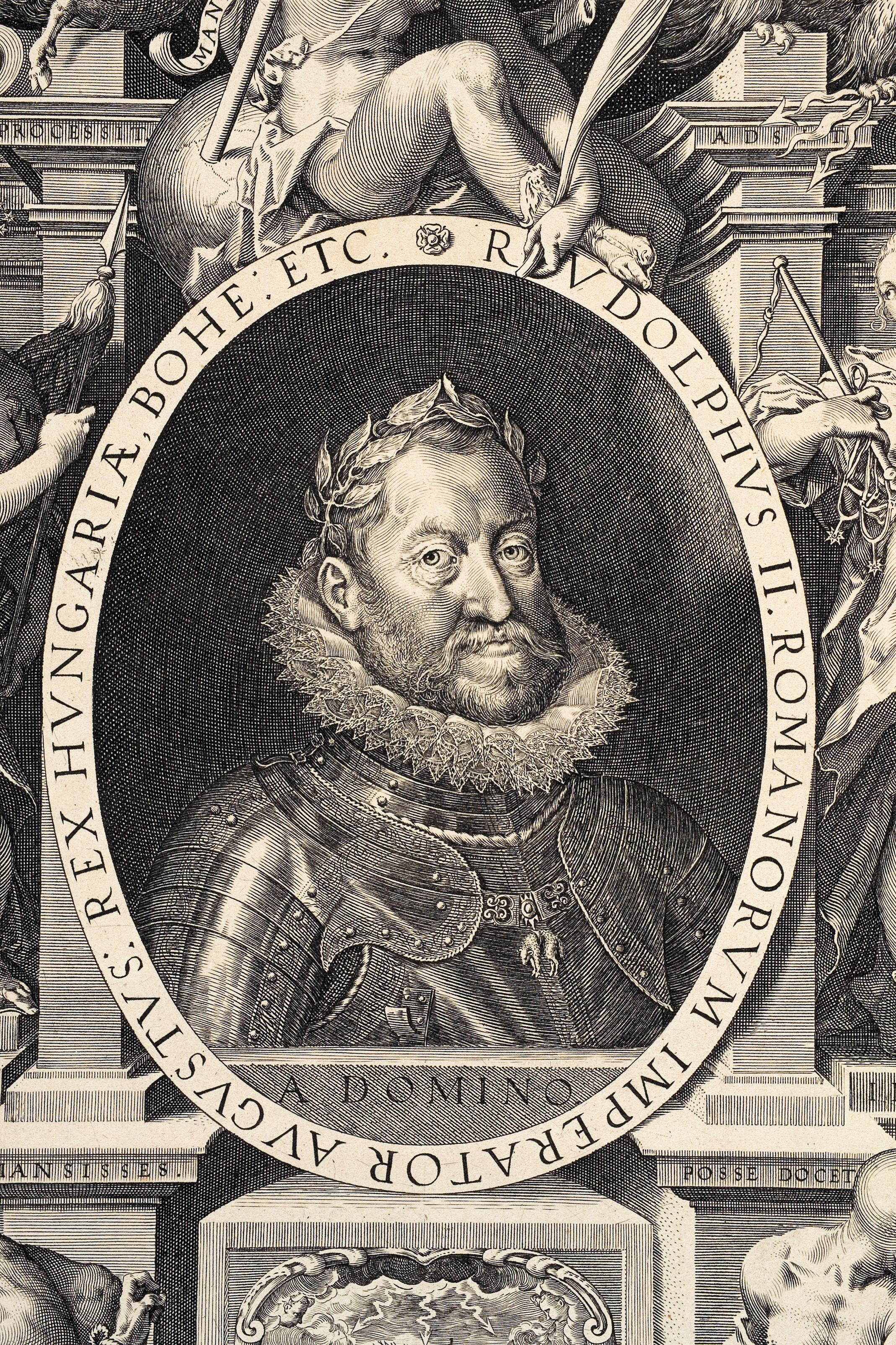
Aegidius Sadeler, podle Hanse von Aachena, Portrét císaře Rudolfa II. s Řádem zlatého rouna, 1603, Uměleckoprůmyslové muzeum v Praze

### Propuknutí nemoci (1597–1608)
Rudolf se stahoval stále více do ústraní. Dokonce když roku 1593 vypukla další válka s Osmanskou říší, přenechal volnou ruku svým bratrům. Stav císaře se nadále zhoršoval, zejména po roce 1597, k depresím se navíc začaly přidávat projevy syfilis, kterou se nakazil při svých častých erotických hrátkách. Rudolf přestával věřit dokonce i svým rádcům a jeho stav ještě více zhoršovaly úvahy o jeho nástupci, které byly pochopitelné, protože císař neměl doposud žádného legitimního potomka. Panovník nakonec rádce Rumpfa i Trautsona vyhnal a pokusil se o sebevraždu.
Po vyhnání rádců se Rudolfův dvůr rozkládal, vliv dostávalo obyčejné služebnictvo a císař rád naslouchal radám alchymistů a umělců, v Uhrách navíc panoval chaos (viz dále). Císařovi příbuzní se snažili situaci zachránit a roku 1606 se při společné schůzce vyslovili pro Matyášovo nástupnictví. Rudolf se odhodlal k protiútoku a vypověděl Matyášova rádce, vídeňského biskupa Melchiora Klesla z Prahy a Vídně. Krize si však byly vědomy i stavy jednotlivých zemí monarchie, a tak se rakouské a uherské stavy přidaly na Matyášovu stranu.

### Rakouské země
Rudolf zdědil po otci vládu v Horních a Dolních Rakousích. V ostatních rakouských zemích vládli Maxmiliánovi bratři Ferdinand a Karel. Po přesídlení dvora do Prahy se Vídeň i rakouské země dostaly na okraj císařova zájmu. Místodržitelskou vládou císař pověřil svého bratra Arnošta, který byl jediným příbuzným, k němuž měl císař důvěru. Arnošt pak – na rozdíl od Rudolfa v Čechách – podnikl razantnější kroky proti nekatolíkům v Rakousích. Ke katolickému náboženství se pak od 80. let začaly přiklánět některé významné rakouské šlechtické rody.
V roce 1593 odjel Arnošt vykonávat místodržitelskou vládu do Bruselu (Španělské Nizozemí). Místodržitelem v rakouských zemích a také v Uhrách císař jmenoval i přes svoji nedůvěru bratra Matyáše. Ten pak zostřil náboženské represe v Rakousích. Tyto represe vedly k selskému povstání v letech 1594–1597. Matyáš proti tomuto povstání rázně zakročil, čímž na svou stranu získal rakouskou šlechtu (i protestantskou), jejíž majetek byl povstalci ohrožen.

### Uhry

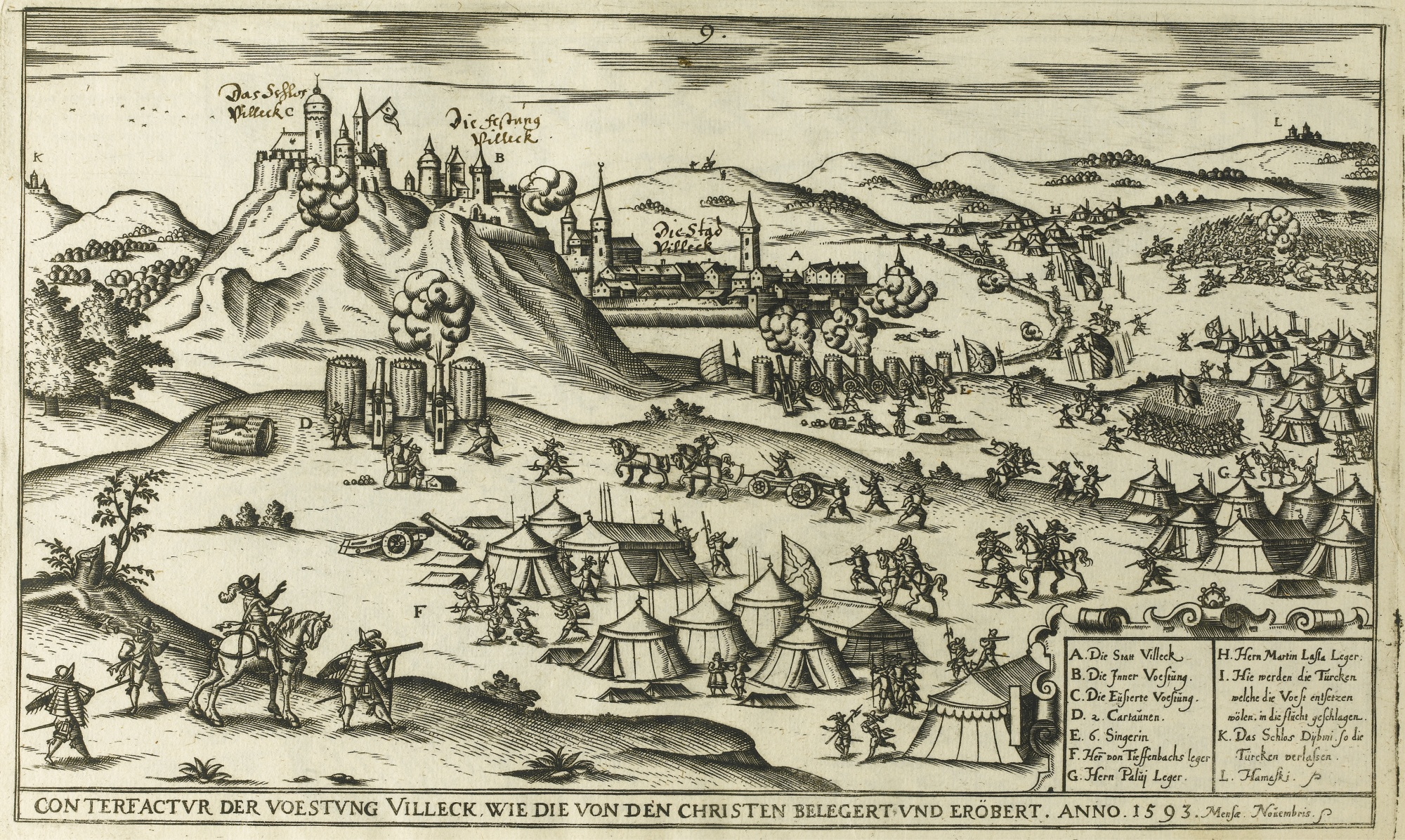
Obléhání Fiľakovského hradu v osmanské části Uherska císařskými vojsky roku 1593

Habsburkové ovládali pouze část Uherského království. Od roku 1526 byla velká část země pod nadvládou Osmanské říše. Ze strany Turků hrozilo neustálé nebezpečí. Dlouhá turecká válka se rozhořela v roce 1593, kdy Rudolf jmenoval Matyáše svým místodržícím a vojenským velitelem. Rudolf tím chtěl omezit Matyášovy mocenské ambice. Matyáš pak vedl s jistými úspěchy vojenský boj proti Turkům. Císař těchto dílčích úspěchů využíval k vlastní propagandě, ale jinak sám zůstával v tomto boji spíše pasivní, čímž podpořil Matyášovy pozdější snahy o jeho odstranění z trůnu.
Stálá přítomnost císařských vojsk v Uhrách a snahy o vymáhání stále vyšších daní však v roce 1604 vedly k propuknutí povstání uherské šlechty proti habsburské nadvládě. V roce 1605 se do čela povstání postavil Štěpán Bočkaj, který byl v dubnu dokonce zvolen uherským králem. Právě reálná hrozba ztráty Uher a Rudolfova neschopnost vedla jeho příbuzné k tajné dohodě z 25. dubna 1606 o Matyášově nástupnictví.
Matyáš pak bez Rudolfova vědomí v červnu 1606 domluvil s povstalci mír. V listopadu pak sjednal mírovou smlouvu i s Osmanskou říší. Císař však odmítl obě smlouvy ratifikovat a trval na pokračování bojů. To využil Matyáš a v roce 1608 svolal uherský zemský sněm, který obě dohody přijal. S příslibem zachování náboženských svobod získal uherskou šlechtu na svoji stranu.

### Oklešťování Rudolfovy moci (1608–1612)
Rudolf ztrácel také podporu moravských stavů a vojevůdců, kterým nevyplácel žold. Moravští stavové se nakonec připojili k Matyášovi také. Ten roku 1608 sestavil vojsko, se kterým táhl na Prahu. Čeští stavové oproti tomu sice souhlasili s tím, že Rudolf není dobrým vladařem, zároveň však byli toho názoru, že dobrým nástupcem není ani Matyáš. Připojením k rakousko-uhersko-moravské opozici by navíc ztratili své privilegované postavení, kterého se jim dostávalo v rámci Koruny české.
Rudolf nakonec s Matyášem uzavřel Libeňský mír, kterým se vláda v monarchii rozdělila. Matyáš získal Moravu, Rakousko a Uhry, zatímco Rudolfovi zůstaly Čechy, Slezsko a Horní a Dolní Lužice. Z nastalé situace se snažily vytěžit také české stavy, které požadovaly zrušení Svatojakubského mandátu a uzákonění České konfese, proti čemuž se však postavila zejména katolická šlechta a katoličtí církevní hodnostáři. Nepokoje v Praze nakonec pohnuly Rudolfa k tomu, aby vydal 9. července 1609 Majestát, kterým povolil svobodu vyznání.

### Rudolfův majestát
Na začátku roku 1609 vrcholily přípravy střetu mezi nekatolickými stavy a císařem. Dne 28. ledna 1609 byl zahájen zemský sněm, který se měl mimo jiné zabývat požadavkem českých stavů na projednání jejich náboženských záležitostí. Stavové požadovali odvolání mandátu proti Jednotě bratrské z roku 1602 a také náboženské svobody obsažené v české konfesi. Během jednání sněmu se vláda snažila o narušení stavovské jednoty. Po zdlouhavých bezvýsledných jednáních císař sněm 1. dubna ukončil.
Stavovská opozice mezitím svolala nový sněm, který měl začít 4. května 1609. Vzápětí císař sněm výslovně zakázal, protože jeho vyhlášení proběhlo bez jeho souhlasu. Stavové ale jeho zákaz odmítli vzít na vědomí. V obavě z otevřené konfrontace císař sněm 27. května povolil. Když jednání s císařem nevedla k vytčenému cíli, stavovská opozice 23. června ustavila vládu třiceti direktorů, která převzala vládu v zemi. Čestným předsedou vlády zvolili Petra Voka z Rožmberka jako ocenění jeho zásluh o stavovskou opozici. S jeho aktivní účastí na správě země však vzbouřené stavy nepočítaly. Petr Vok jim poskytl finanční půjčku ve výši 20 000 kop, která se později změnila v dar.
Konečně 9. července 1609 podepsal císař Rudolf II. majestát ve znění, které podle české konfese připravil Václav Budovec z Budova ve spolupráci s Petrem Vokem.

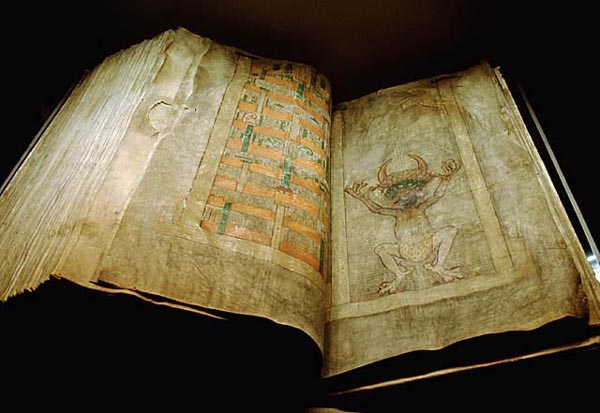
Mezi sbírky Rudolfa II. patřil také Codex Gigas

### Pokus o zvrat
Zatímco nekatolické stavy (především na Moravě a ve Slezsku) považovaly Libeňskou smlouvu za velký úspěch, mezi katolíky takové nadšení nepanovalo. V Čechách se navíc nechtěli smířit s tím, že by Morava a Slezsko měly být odloučeny od české koruny. Brzy se tak na císařském dvoře začaly rodit plány na zvrat situace. Mezi hlavními spiklenci byli Zdeněk Popel z Lobkovic, Jan Kavka z Říčan, Zdeněk Žampach z Potštejna a Felix Šťastný Mošovský z Moravičína. Mezi další osoby zapletené do spiknutí patřil i Mikuláš Sarkander (starší bratr Jana Sarkandra). Hlavní roli ve spiknutí měl hrát těšínský kníže Adam, který se netajil svými sympatiemi k Rudolfovi a odmítal se podřídit Matyáši. Vše bylo umocněno i tím, že Adam vážně uvažoval o konverzi ke katolictví. Za odměnu měl od císaře získat na doživotí vládu nad opavským a krnovským knížectvím. Konspirace byla ale prozrazena a Mikuláš Sarkander zatčen a uvězněn.  Tím naděje na zvrat poměrů skončila.

### Vpád Pasovských
I po své porážce stvrzené libeňským mírem se císař Rudolf II. nepřestával oddávat nadějím, že se situace obrátí v jeho prospěch. Císař toužil po pomstě všem, kteří mu podle jeho názoru ublížili. Pomoci splnit jeho záměry mu měl jeho bratranec pasovský biskup Leopold. Pod záminkou řešení konfliktu v knížectví Jülich-Kleve naverboval Leopold vojsko, které mělo pomoci obnovit Rudolfovu ztracenou autoritu v českých zemích. Rudolf už 9. ledna 1610 vydal patent, který Leopoldovi umožnil najímat vojsko k vyřešení situace v knížectví Jülich-Kleve. Tvořily jej dva pěší pluky pod velením hraběte Karla Ludvíka Sulze a pana Adama z Trauttmansdorfu doplněné dvanácti setninami arkebuzírů a čtrnácti setninami kyrysníků, které vedli hrabě Adolf z Althanu a plukovník Lorenz Ramée. Vrchním velitelem byl ustanoven Althan. Velikost vojska se pohybovala kolem 10 000 mužů. Zatímco mezi pěchotou převažovali vojáci z Čech a Rakous, jízdu tvořili především Francouzi a Valoni. Přestože se jednalo o vojsko najaté katolickým pasovským biskupem, byla jeho velká část protestantského vyznání. Většina vojska byla naverbována už na počátku dubna roku 1610.

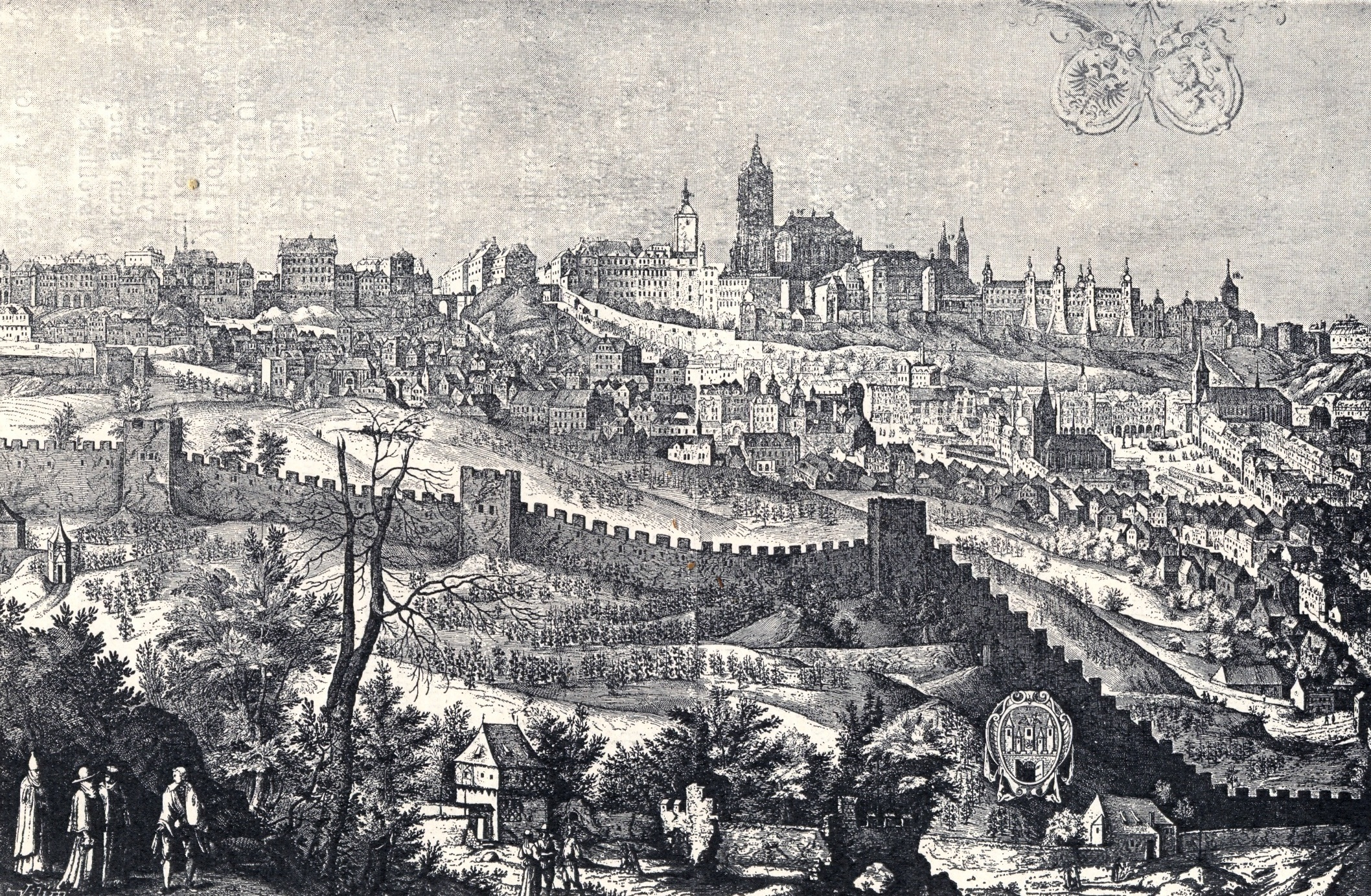
Pražský hrad a Malá Strana roku 1607 od Sadelera

Po dohodě s veliteli byl pasovskému vojsku zadržován žold. Když se projevily i zásobovací potíže (vojsko se od dubna zdržovalo na území pasovského biskupství a spotřebovalo už všechny dostupné zásoby potravin), vydalo se na konci roku 1610 všech 10 000 vojáků pod velením plukovníka Raméeho do Horních Rakous. Po čase vojsko změnilo svůj směr a 30. ledna 1611 překročilo rakousko-české hranice. Následně obsadilo Český Krumlov, České Budějovice a 3. února i Tábor. Poté pronikli i do Týna nad Vltavou a nočním přepadem se jim 11. února podařilo získat Beroun, vzdálený jen 30 kilometrů od Prahy.
Probíhalo drancování pražských objektů bez rozdílu konfese jejich majitelů, avšak Pasovským se nepodařilo překročit Vltavu a obsadit Staré ani Nové Město. Nedostatek peněz nakonec Leopolda Pasovského donutil se stáhnout, Jindřich Matyáš Thurn donutil Rudolfa k abdikaci a v Praze byl uvítán jako nový vládce Matyáš, který byl 23. května 1611 korunován českým králem.
Rudolfovi byl pak přenechán k užívání Pražský hrad a zůstal do své smrti formálně císařem Svaté říše římské.

### Úmrtí
Rudolf zemřel 20. ledna 1612 a jeho komorník Oldřich Desiderius Pruskovský z Pruskova se to pokusil utajit. Hrabě Václav Kinský a hejtman Max Trautmannsdorf zprávu roznesli po Praze. Císařské sbírky byly zapečetěny. Při nedůstojně provedené pitvě byla oficiálně za příčinu úmrtí uvedena vodnatelnost a sněť. Ledabyle nabalzamovaná mrtvola byla na Matyášův příkaz velmi dlouho, od 8. února do 1. října, vystavena v kostele Všech svatých na Pražském hradě. Pohřeb pak proběhl velmi tiše, rychle a beze vší okázalosti. Mladší bratr Matyáš pomáhal nést Rudolfovu rakev, která pak byla uložena v pražské katedrále.
Okolo smrti se vyrojilo hodně názorů. Císař Rudolf měl pravděpodobně i dnu, která v stáru zapříčiňovala problémy s chůzí. Rakouský patolog a spisovatel Hans Bankl usuzoval, že císař zemřel na delirium tremens a podobně se jako Václav IV. upil k smrti. Při zkoumání kosterních pozůstatků český antropolog profesor MUDr. Emanuel Vlček prokázal luetickou ostitidu – „francouzskou nemoc“, syfilidu, která pravděpodobně způsobovala rozklad Rudolfovy osobnosti, výbuchy agresivity střídané s apatií, paranoidní stavy, stihomam a slavomam. Koncem Rudolfova života musela výrazně progresivní paralýza postoupit do třetí fáze luetické nákazy, kdy asi velké bolesti dny i syfilitického zánětu kostí zaháněl nadměrnou konzumací vína.
Jak profesor Vlček zjistil, Rudolfova lebka je nápadná svou drobností a gracilitou, hlavně charakteristicky utvářenou obličejovou kostrou. Při pohledu zpředu je čelo vysoké, klenuté, bez zdůraznění čelních hrbolů a nadočních oblouků. Nosní kořen přechází plynule do hřbetu nosních kostí. Lícní kosti jsou slabé, zvláště vlevo, lícní přechod je nevýrazný. Nejpozoruhodnější na lebce jsou obě čelisti. Horní čelist je malá a krátká se zcela atrofickými dásňovými výběžky. Výjimkou je poměrně mohutný kostní pilíř s pevně ukotveným špičákem na pravé straně. Dobře je patrná hladká patrová deska, či spíše destička, s miskovitým defektem 25 × 12 mm v nápadně nízké oblasti předních řezáků. Až na špičák byly zuby horní čelisti ztraceny během života. Dolní čelist je výrazně prodloužená, navíc ji zvýrazňuje bradový hrbol. Kompletně je zachovaný zčásti abradovaný chrup, v postranních partiích s velkým nánosem zubního kamene. Podle typu abraze zadních kvadrantů lze soudit, že původní horní frontální zuby s vějířovitě postavenými řezáky v zubním oblouku dosahovaly jen do úrovně špičáků dolní čelisti, takže dolní řezáky nebyly zapojeny do pracovní činnosti. Obrácený skus dosahoval extrémní velikosti – mezera vzhledem ke špičáku činí 17,5 mm. Oro-faciální skelet byl podroben rentgenkefalometrické analýze, provedené antropologem profesorem RNDr. Zbyňkem Šmahelem, kde disproporce v předozadním postavení obou čelistí ukázala na těžkou třetí skeletální třídu. Z klinického hlediska je hlavním představitelem tohoto typu anomálie miskovitý neboli talířový obličej (dish face), jak uvedl ke konzultaci přizvaný obličejový chirurg docent MUDr. Jiří Ramba. Po studiu dolní čelisti a báze lební zjistil patrnou odlišnost ve velikosti a tvaru kloubních hlavic a jim odpovídajících kloubních jamek. Levá hlavice prakticky chybí, ve výši kloubního krčku je vytvořená lichoběžníkovitá ploška s ostrými okraji. Metrický rozdíl je ve výšce ramen dolní čelisti – vlevo jen 55 mm, oproti druhé straně, která je 60 mm vysoká. Nejvýraznější rozdíly jsou i v tvaru a velikosti kloubních jamek. Na levé straně je místo odstupu nízkého kloubního hrbolku překryto nově vytvořenou mělkou oválnou jamkou, která tvarem a velikostí odpovídá deformované kloubní hlavici. Kontakt v čelistním kloubu se zcela změnil a současně posunul dopředu a lehce ke středu. Tato změna vedla k trvalému uchýlení čelisti. Popsané změny jsou typické pro zlomeninu levého kloubního výběžku v časném mládí. Enormní defekt horní čelisti je konečným výsledkem postupné ztráty kosti v důsledku zánětlivého procesu. Za centrum, odkud se zánět šířil, lze považovat nízkou oblast předních řezáků s miskovitým defektem, jehož stěny mají vyhlazený povrch. Zánět se šířil po okolní sliznici, přestoupil na okostici čelisti a vedl k čím dál větší pohyblivosti jednotlivých zubů a nakonec k jejich ztrátě. Podle stupně abraze stoliček dolních zubů lze soudit, že ke ztrátě zubů v levé polovině horní čelisti muselo dojít daleko dříve než na straně druhé. Na pravé straně je stupeň opotřebení hodnocen 3°, vlevo jen 1°. Svůj podíl zde může hrát i nález jakési zubní náhrady, která byla fixována na zbylý horní špičák zřejmě pomocí provázku. Právě podpůrné části protézy byly nalezeny v mumifikovaných ústních tkáních císaře. Ze zjištěného stavu chrupu v dolní čelisti, zánětem rozpuštěné horní čelisti a ztrátě téměř všech zubů, lze soudit, proč panovník dával při jídle přednost samotě, a proč odmítal usedat k prostřenému stolu s nejbližšími dvořany. Pochopitelně z důvodu studu z potíží, které mu od mládí činil příjem potravy, kterou nemohl rozžvýkat. Na to potřeboval teprve pětadvacetiletý Rudolf dostatek času, klid a samotu. Papežský nuncius u císařského dvora Giovanni Dolfin sděloval v srpnu 1577 státnímu sekretáři Svatého stolce kardinálu Tolomeo Galliovi, že jej znepokojují císařovy „opakované bolesti žaludku, ranní zvracení, průjem, v němž lékaři určili větší zbytky nestráveného jídla“. Za několik týdnů vystřídala průjem zácpa, při níž „lékaři doporučovali, aby užíval projímadlo“. Výsledek namáhavého polykání celých, byť služebníky nakrájených soust. O této pečlivě utajované skutečnosti víme z pozdějšího svědectví rádců císaře, Wolfganga Rumpfa a Pavla Sixta Trautsona : „...císař je nemocen, chová se jako samotář a odmítá styk s kýmkoliv, kromě šesti sluhů a šesti obsluhujících šlechticů, kteří se ve službě střídají po třech dnech a nikdy na něho nemluví. U oběda má při sobě jen služebníka, který mu krájí jídlo, jeho lékař mu přijde pouze změřit pulz, a pokud neshledá na jeho stavu něco mimořádného, vůbec na něho nepromluví.“

## Hodnocení Rudolfovy osobnosti a vlády
Rudolf II. nebyl příliš schopným panovníkem. Bohatě podporoval umění, kulturu a vědu. Umění zažívalo „zlaté období“. Za jeho vlády vznikaly v Českém království a v celé římské říši velké umělecké sbírky. Rudolf II. věřil v astrologii a alchymii. Sezval do Prahy významné astronomy z celé Evropy a Praha se stala významným střediskem vědy, která v tomto období zažívala velký rozkvět.
Rudolf II. byl posledním českým panovníkem sídlícím trvale v Praze, po jeho vládě všichni další čeští (do roku 1918) a němečtí panovníci (do roku 1804) sídlili ve Vídni. Závěr vlády Rudolfa II. byl poznamenán jeho paranoiou.
Mnozí z Rudolfových současníků jej označovali za člověka laskavého a jemného. Upozorňovali na jeho vrozenou vážnost a neochotu žertovat. Ve státních záležitostech se Rudolf choval těžkopádně a jen velmi nerad měnil svá rozhodnutí. Často také podléhal návalům hněvu.
Relativně brzy po smrti Rudolfa II. začala třicetiletá válka, která krvavě zasáhla nejen do dějin českých zemí. V porovnání s hrůzami této války se Rudolfova vláda nutně jevila jako doba idylického klidu.
| „                                                         | Třicet sedm let jeho vlády byly zlaté roky míru, radosti a blahobytu. Jeho dvůr se stal skutečným svatostánkem múz, útočištěm učenců a umělců, především malířů a astronomů, kterým byl císař nejen nejmilostivějším patronem, ale i zasvěceným společníkem. | “ |
| — Sigmund von Birken, německý barokní básník a spisovatel | |   |

## Odraz v literatuře a umění
V československo – francouzském filmu Golem (1936) postavu císaře zahrál francouzský herec Harry Baur. V české komedii Cech panen kutnohorských (1938, r. Otakar Vávra) hrál roli císaře herec a divadelní režisér Karel Dostal. V české dvojdílné filmové komedii Císařův pekař a Pekařův císař z roku 1951 jej ztvárnil Jan Werich. V povídkovém filmu Pražské noci z roku 1968 si zahrál Rudolfa II. Martin Růžek. Následně ve filmu Svatby pana Voka z roku 1970 pojednávajícím o životě Petra Voka z Rožmberka postavu císaře Rudolfa osobitě zahrál Pavel Landovský. V pokračování filmu Svatby pana Voka pod názvem Pan Vok odchází z roku 1979 vytvořil roli Rudolfa místo Landovského Zdeněk Řehoř. Pavel Landovský byl totiž po podpisu Charty 77 vyhnán v roce 1978 do emigrace. Postava Rudolfa II. také výrazně vystupuje i ve slovenském televizním seriálu Lekár umierajúceho času (Lékař umírajícího času) z roku 1983, zde jeho postavu ztvárnil Rudolf Hrušínský (ve slovenštině jej namluvil slovenský herec Leopold Haverl). Seriál byl roku 1990 sestříhán do filmové podoby pod názvem Svědek umírajícího času (zde se již do češtiny Hrušínský namluvil sám). V rozhlasové hře Rudolfinská noc z r. 2003 (r. Oldřich Daněk) namluvil Rudolfa II. František Němec. Postava Rudolfa II. (namluvil ji Václav Postránecký) se objevila i r. 2013 v kresleném filmu pro děti Čtyřlístek ve službách krále.

## Zajímavosti
- Jméno Rudolfa II. bylo umístěno pod okny Národního muzea v Praze spolu s mnoha dalšími, viz Dvaasedmdesát jmen české historie.
- Podle Emanuela Vlčka měřil asi 164 cm.[41]
- O skutečnosti, že zubní protéza zřejmě obsahovala dva zuby, nacházíme doklad v písemném svědectví Truchlivý konec panovníka – pohled saského vyslance Melchiora Goldasta, zavedeného na příkaz císařova bratra Matyáše k tělu mrtvého císaře: „...V ústech byly již dva přední zuby nahoře uvolněné a vypadlé, horní dáseň pak docela shnilá.“ Císař měl mohutnou dolní čelist s dominující bradou, a tedy tzv. dolní předkus (progenie), který byl zvýrazňován defektem horní čelisti a ztrátou předních zubů, což vedlo k propadnutí tváří a horního, byť mohutnějšího rtu. K tomu navíc mu náhrada „dvou předních zubů“ nadzvedávala pravou polovinu horního rtu. Dokládá to benátský velvyslanec u dvora Girolamo Soranzo, který si všiml, že císař má „větší a doprava natočené rty“.

## Numismatické hledisko vlády Rudolfa II.
Za vlády Rudolfa II. byly v Českých zemích v provozu mincovny v Praze, Kutné Hoře (Vlašský dvůr), Jáchymově a v Českých Budějovicích. Z poslední mincovny také pochází následující mince, budějovický tolar z roku 1600.

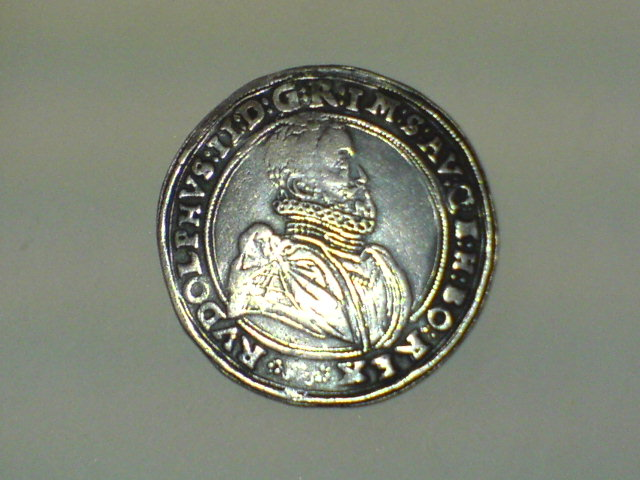
Tolar Rudolfa II. z roku 1602. Ražen v mincovně v Českých Budějovicích, mincmistrem Krystophem Mattighofferem ze Sternfelsu
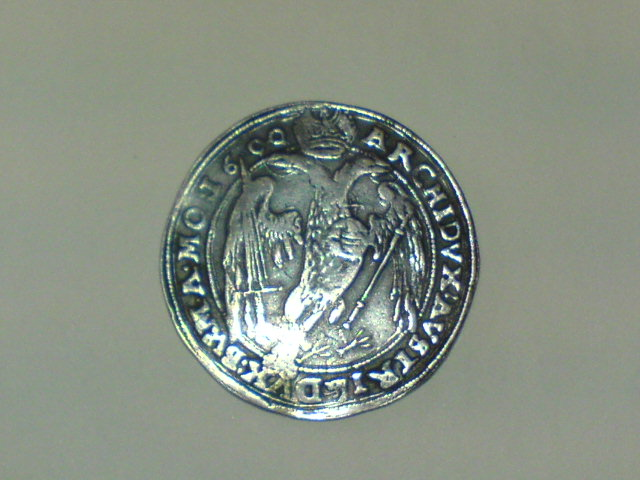
Táž mince, reversní strana (značka mincmistra – lví hlava zleva)

## Potomci
- Alžběta d'Austria (1580–1624 Vídeň) – jeptiška ve Vídni
- Julio Caesar d'Austria (1586–1609)
- Karolina d'Austria (1591–1662 Mecheln) – její matkou měla být Eufemie z Rožmitálu. Jejím manželem byl František Tomáš Perrenot de Granvelle knížete z Cante-Croix (1589–1629).[42]
- Matyáš d'Austria (1594 Praha – 1626 Vídeň) – jeho matkou byla Kateřina Stradová. Byl vychováván u jezuitů ve Štýrském Hradci, císařský a španělský královský komoří, plukovník.[42]
- Carlos d'Austria (1603 Praha – 1628 Vídeň) – jeho matkou byla Kateřina Stradová. Byl vychováván u jezuitů ve Štýrském Hradci, císařský komoří, španělský královský rada, plukovník.[42]
- Dorothea d'Austria (1611/1612 Praha nebo Vídeň -1694 Madrid) – jeptiška v Madridu

## Vývod z předků
|            |                          |  |                         |                             |  |  |  |  |  |  |  | Maxmilián I. Habsburský |
|            |                          |  |                         |                             |  |  |  |  |  |  |  |                         |
|            | Filip I. Kastilský       |  |                         |                             |  |  |  |  |  |  |  |                         |
|            |                          |  |                         |                             |  |  |  |  |  |  |  |                         |
|            |                          |  |                         | Marie Burgundská            |  |  |  |  |  |  |  |                         |
|            |                          |  |                         |                             |  |  |  |  |  |  |  |                         |
|            | Ferdinand I. Habsburský  |  |                         |                             |  |  |  |  |  |  |  |                         |
|            |                          |  |                         |                             |  |  |  |  |  |  |  |                         |
|            |                          |  |                         | Ferdinand II. Aragonský     |  |  |  |  |  |  |  |                         |
|            |                          |  |                         |                             |  |  |  |  |  |  |  |                         |
|            | Jana I. Kastilská        |  |                         |                             |  |  |  |  |  |  |  |                         |
|            |                          |  |                         |                             |  |  |  |  |  |  |  |                         |
|            |                          |  |                         | Isabela I. Kastilská        |  |  |  |  |  |  |  |                         |
|            |                          |  |                         |                             |  |  |  |  |  |  |  |                         |
|            | Maxmilián II. Habsburský |  |                         |                             |  |  |  |  |  |  |  |                         |
|            |                          |  |                         |                             |  |  |  |  |  |  |  |                         |
|            |                          |  |                         | Kazimír IV. Jagellonský     |  |  |  |  |  |  |  |                         |
|            |                          |  |                         |                             |  |  |  |  |  |  |  |                         |
|            | Vladislav Jagellonský    |  |                         |                             |  |  |  |  |  |  |  |                         |
|            |                          |  |                         |                             |  |  |  |  |  |  |  |                         |
|            |                          |  |                         | Alžběta Habsburská          |  |  |  |  |  |  |  |                         |
|            |                          |  |                         |                             |  |  |  |  |  |  |  |                         |
|            | Anna Jagellonská         |  |                         |                             |  |  |  |  |  |  |  |                         |
|            |                          |  |                         |                             |  |  |  |  |  |  |  |                         |
|            |                          |  |                         | Gaston II. z Foix-Candale   |  |  |  |  |  |  |  |                         |
|            |                          |  |                         |                             |  |  |  |  |  |  |  |                         |
|            | Anna de Foix a Candale   |  |                         |                             |  |  |  |  |  |  |  |                         |
|            |                          |  |                         |                             |  |  |  |  |  |  |  |                         |
|            |                          |  |                         | Kateřina z Foix-Candale     |  |  |  |  |  |  |  |                         |
|            |                          |  |                         |                             |  |  |  |  |  |  |  |                         |
| Rudolf II. |                          |  |                         |                             |  |  |  |  |  |  |  |                         |
|            |                          |  |                         |                             |  |  |  |  |  |  |  |                         |
|            |                          |  | Maxmilián I. Habsburský |                             |  |  |  |  |  |  |  |                         |
|            |                          |  |                         |                             |  |  |  |  |  |  |  |                         |
|            | Filip I. Kastilský       |  |                         |                             |  |  |  |  |  |  |  |                         |
|            |                          |  |                         |                             |  |  |  |  |  |  |  |                         |
|            |                          |  |                         | Marie Burgundská            |  |  |  |  |  |  |  |                         |
|            |                          |  |                         |                             |  |  |  |  |  |  |  |                         |
|            | Karel V. Habsburský      |  |                         |                             |  |  |  |  |  |  |  |                         |
|            |                          |  |                         |                             |  |  |  |  |  |  |  |                         |
|            |                          |  |                         | Ferdinand II. Aragonský     |  |  |  |  |  |  |  |                         |
|            |                          |  |                         |                             |  |  |  |  |  |  |  |                         |
|            | Jana I. Kastilská        |  |                         |                             |  |  |  |  |  |  |  |                         |
|            |                          |  |                         |                             |  |  |  |  |  |  |  |                         |
|            |                          |  |                         | Isabela I. Kastilská        |  |  |  |  |  |  |  |                         |
|            |                          |  |                         |                             |  |  |  |  |  |  |  |                         |
|            | Marie Španělská          |  |                         |                             |  |  |  |  |  |  |  |                         |
|            |                          |  |                         |                             |  |  |  |  |  |  |  |                         |
|            |                          |  |                         | Ferdinand Portugalský       |  |  |  |  |  |  |  |                         |
|            |                          |  |                         |                             |  |  |  |  |  |  |  |                         |
|            | Manuel I. Portugalský    |  |                         |                             |  |  |  |  |  |  |  |                         |
|            |                          |  |                         |                             |  |  |  |  |  |  |  |                         |
|            |                          |  |                         | Beatrice, vévodkyně z Viseu |  |  |  |  |  |  |  |                         |
|            |                          |  |                         |                             |  |  |  |  |  |  |  |                         |
|            | Isabela Portugalská      |  |                         |                             |  |  |  |  |  |  |  |                         |
|            |                          |  |                         |                             |  |  |  |  |  |  |  |                         |
|            |                          |  |                         | Ferdinand II. Aragonský     |  |  |  |  |  |  |  |                         |
|            |                          |  |                         |                             |  |  |  |  |  |  |  |                         |
|            | Marie Aragonská          |  |                         |                             |  |  |  |  |  |  |  |                         |
|            |                          |  |                         |                             |  |  |  |  |  |  |  |                         |
|            |                          |  |                         | Isabela I. Kastilská        |  |  |  |  |  |  |  |                         |
|            |                          |  |                         |                             |  |  |  |  |  |  |  |                         |